# Кръсте Велкоски
Кръсте Велкоски (на македонска литературна норма: Крсте Велкоски) е северномакедонски футболист, който играе като нападател за Македония Гьорче Петров.

## Биография
Роден на 20 февруари 1988 година е в стружкото село Вевчани, тогава в Социалистическа федеративна република Югославия, днес Северна Македония.

### Кариера
Велкоски подписва за три години с Еносис Паралимни на 18 юни 2010 г., но престоят му не продължава дълго, тъй като Велкоски и клубът се споразумяват да прекратят договора на 14 декември 2010 г. След това подписва двугодишна сделка с бившия си отбор Работнички през януари 2011 г. и държи рекорда за клуба като голмайстор в клубните състезания на УЕФА.
През януари 2014 г. Велкоски се присъединява към босненския клуб ФК Сараево, подписвайки договор за 2 години и половина. След Сараево играе за Инчхон Юнайтед и Нахон Рачасима. През 2017 г. Велкоски се завръща в Сараево.

## Успехи
Работнички
- Първа македонска футболна лига:  2007/08
- Купа на Македония: 2008

Сараево
- Висша лига на Босна и Херцеговина: 2014/15, 2018/19, 2019/20
- Купа на Босна и Херцеговина: 2014, 2019, 2021